# 麦肯齐·费希尔
麦肯齐·费希尔（英語：Makenzie Fischer，1997年3月29日—），美国女子水球运动员。她曾代表美国国家队参加2016年和2020年夏季奥林匹克运动会水球比赛，获得二枚金牌。

## 家庭
妹妹阿里娅·费希尔。